# Valls de Lanzo
Les Valls de Lanzo (en piemontès Valade 'd Lans, en arpità Valàdes at Lans) són tres valls dels Alps de Graies piemontesos, situades entre la Vall d'Orco al Nord i la Vall de Susa al sud, també conegudes com a Valls arpitanes del Piemont. Pren el nom de la ciutat de Lanzo Torinese, que es troba al seu peu. És creuat pel riu Stura di Lanzo.

## Les tres valls
De Nord a Sud es troben:
- Vall Gran de Lanzo amb centre principals: Cantoira, Chialamberto i Groscavallo
- Vall d'Ala amb Ala di Stura i Balme
- Vall de Viù amb Viù; Lemie i Usseglio.

La Vall Gran de Lanzo s'uneix a la Vall d'Ala a Ceres i després de baixar s'uneixen Mezzenile e Pessinetto; a Traves s'uneixen a la Vall de Viù i després de les tres valls continua creuant el poble de Germagnano fins a arribar a Lanzo.

## Muntanyes

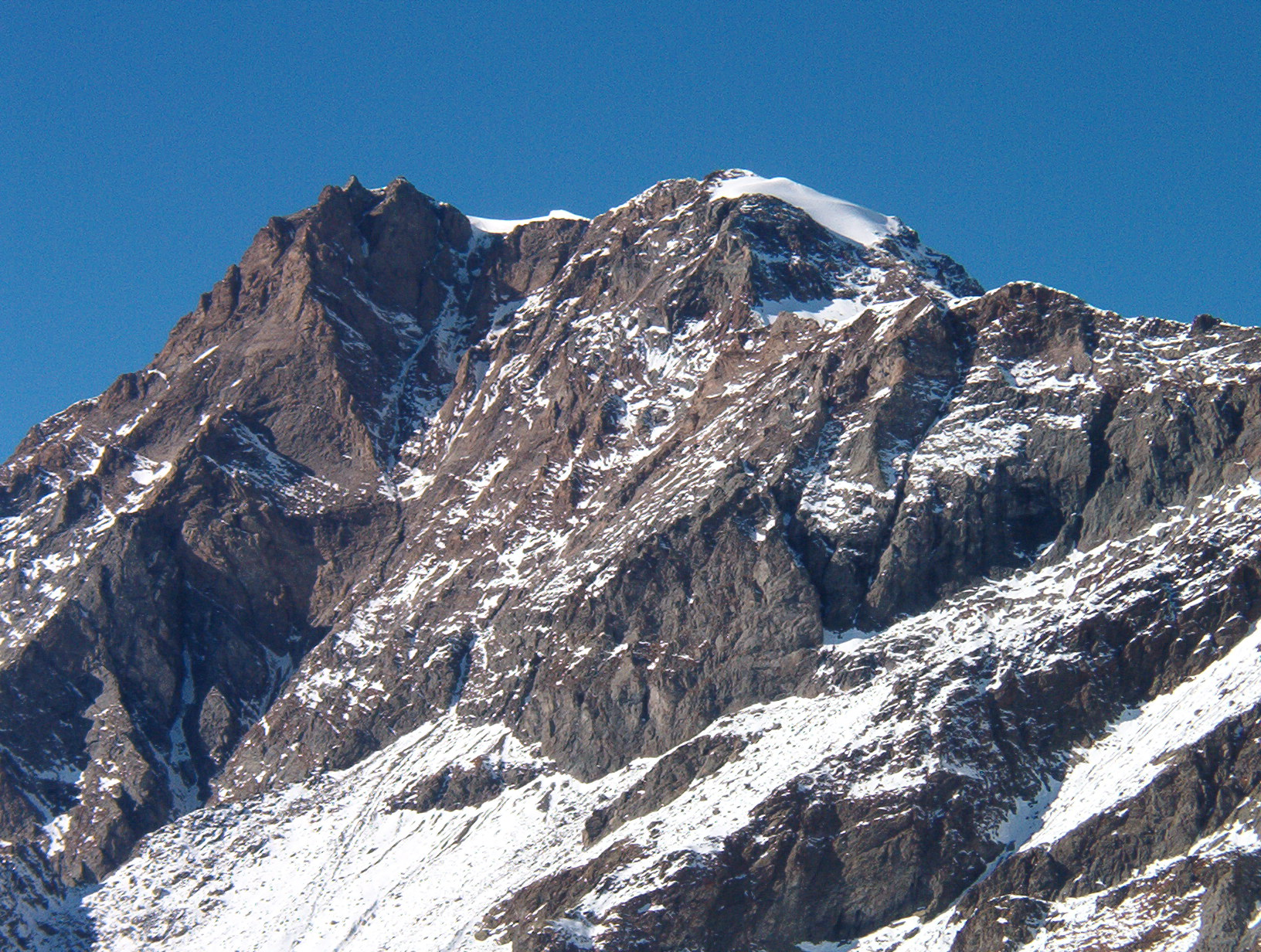
L'Uia di Ciamarella, pic més alt de la Vall de Lanzo.

Les Valls de Lanzo hi ha alguns dels contraforts més alts del Piemont, sobretot al llarg de la frontera amb França. Partint de nord cap al sud hi ha:
- el Grup de les Levanne compost de:
  - Levanna Orientale - 3.555 m
  - Levanna Central - 3.619 m
  - Levanna Occidentae - 3.593 m
- Uia di Ciamarella - 3.676 m
- Uia di Bessanese - 3.606 m
- Punta d'Arnas - 3.560 m
- Croce Rossa - 3.566 m
- Rocciamelone - 3.538 m.

## Passos de muntanya
Les valls de Lanzo són valls tancades, i tenen comunicació difícil tant amb França com amb les valls italianes veïnes. Els principals ports de muntanya són
- Pas de Collerin - 3.202 m - de Bessans a Balme (Vall d'Ala)
- Colle di Sea - 3.083 m - de Bonneval-sur-Arc a Forno Alpi Graie (Vall Gran de Lanzo)
- Colle dell'Autaret - 3.070 m - de Bessans a Usseglio (Vall del Viù)
- Colle di Girard - 3.044 m - da Bonneval-sur-Arc a Forno Alpi Graie (Vall Gran de Lanzo)
- Colle d'Arnas - 3.014 m – de Bessans a Balme (Vall d'Ala)
- Collarin d'Arnas - 2.850 m – de Balme (Vall d'Ala) a Usseglio (Vall de Viù)
- Ghicet di Sea - 2.735 m - de Balme (Vall d'Ala) a Forno Alpi Graie (Vall Gran de Lanzo)
- Colle della Crocetta - 2.636 m - de Ceresole Reale (Vall d'Orco) a Forno Alpi Graie (Vall Gran de Lanzo).

## Història
Del 25 de juny de 1944 fins al setembre del mateix any foren protagonistes de la instauració d'una homònima república partisana.

## Transports
Des de finals del segle xix les valls de Lanzo es comuniquen amb la ciutat de Torí mitjançant el ferrocarril Torí-Ceres, la primera via europea electrificada amb corrent d'alt voltatge el 1919.
Després d'una allau desastrós el 1994 el ferrocarril era actiu només fins a Germagnano; i entre Germagnano i Ceres es va restablir el 14 de novembre de 2008. També hi ha una carretera provincial que les travessa.

## Turisme
Des de començaments del segle xx la vall ha estat zona turística freqüentada per gent de Torí, tot i que no s'ha desenvolupat suficient el turisme d'hivern per mancança de grans estructures.